# قائمة العمليات الفلسطينية ضد إسرائيل (2022)
هذه قائمةٌ بالعمليّات الفلسطينيّة الملحوظة ضد جيش الاحتلال الإسرائيلي و‌المستوطنات الإسرائيليّة عام 2022. تشملُ هذه العمليّات أبرز الهجَمات بالسكاكين والأسلحة الناريّة والعمليات الفدائيّة وغيرها لكنها لا تشملُ الرشقات والهجمات الصاروخيّة.
| التاريخ        | المكان     | الخسائر البشريّة                                                                    | معلومات إضافيّة |
| -------------- | ---------- | ---------------------------------------------------------------------------------- | --- |
| 22 مارس 2022   | بئر السبع  | مقتل أربع أشخاص ما بين مستوطنين وحراس أمن وإصابة ثلاثة آخرون بجروح متفاوتة الخطورة | وفعَ هجوم بئر السبع يوم 22 آذار/مارس 2022 في مدينة بئر السبع إحدى أقدم مدن فلسطين التاريخية والواقعة تحتَ السيطرة الإسرائيليّة. قُتلَ خلال الهجوم أربعة أشخاص وأُصيب ثلاثة آخرون بجروح متفاوتة الخطورة. نُفّذ الهجوم عبرَ عمليتي طعنٍ ودهسٍ في بئر السبع، حيثُ ذكرت وسائل إعلام عبريّة أنَّ منفذ العملية دهسَ أولًا بمركبتهِ شخصًا كان على دراجة نارية ما أدى إلى مقتله، ثم طَعن شخصًا آخر، وانتقلَ من موقع الدهس إلى موقعين آخرين حيث طعن أشخاصًا آخرين. |
| 27 مارس 2022   | الخضيرة    | مقتل جنديين إسرائيليين اثنين وإصابة عشرة آخرين                                     | نفَّذَ هجوم الخضيرة مسلّحانِ فلسطينيانِ حيثُ فتحا النيرانِ على عددٍ من عناصر الشرطة الإسرائيليّة في مدينة الخضيرة، وقد أسفرَت هذه العمليّة عن مقتل شرطيين إسرائيليَيْن وجرحِ عشرة آخرين. |
| 29 مارس 2022   | بني براك   | مقتل خمس مستوطنين إسرائيليين وإصابة آخرين                                          | حصل هذا الهجوم المُسلَّح الذي عُرف إعلاميًا باسمِ هجوم بني براك في مدينة بني براك، إسرائيل. نفَّذَ الهجوم فدائي فلسطيني كان معتقلًا من قبلُ لدى جيش الاحتلال الإسرائيلي، وقد تسبَّبَ الهجوم في مقتل 5 مستوطنين إسرائيليين، كما أنّه جاءَ بعد أيامٍ قليلةٍ من هجومي بئر السبع و‌الخضيرة. |
| 7 أبريل 2022   | تل أبيب    | مقتل 3 مستوطنين إسرائيليين وإصابة أكثر من 10 آخرين                                 | استهدفَ هذا الهجوم المُسلَّح شارع ديزنغوف في تل أبيب، وقد أسفرَ عن مقتل 3 مستوطنين إسرائيليين وإصابة أكثر من 10 آخرين. قتُل المهاجِم بعد 9 ساعات في مسجدٍ في يافا بعد اشتباكٍ مع مجموعة من جنود الشاباك والشُرطة. |
| 5 مايو 2022    | إلعاد      | مقتل 3 ما بين مستوطنين وحُرّاس أمن وإصابة 4 آخرين                                    | استهدفَ هذا الهجوم المُسلَّح مدينة إلعاد، بوسطِ إسرائيل خلال ما يُعرف بيوم استقلال إسرائيل. أسفرَ الهجوم عن مقتل ثلاثة أشخاص وجرح أربعة آخرين. ذكرت شرطة إسرائيل في وقتٍ لاحقٍ أنَّ منفذا الهجوم هما فلسطينيين اثنين من بلدة الرمانة بالضفة الغربيّة. جاءَ الهجوم بالتزامنِ مع عودة قوات الاحتلال الإسرائيلي لاقتحامِ باحات المسجد الأقصى ووسطَ توتّر كبيرٍ في الضفّة. |
| 24 مايو 2022   | نابلس      | إصابة قيادي بارز في الجيش الإسرائيلي وعدد غير معروف من الجنود                      | نصبَ مقاومون فلسطينيون في الضفة الغربيّة من نصبِ كمينٍ لقوات الاحتلال خلالَ اقتحامهم قبر يوسف ما تسبَّب في وقوعِ عددٍ من الإصابات في صفوفِ الجيش الإسرائيلي. أعلنت كتيبة نابلس بعد عدّة أيام مسؤوليتها عن كمين شرق نابلس الذي أوقع إصابات في صفوف جنود الاحتلال، مؤكّدةً أنّ العملية جاءت ردًا على اغتيالِ القيادي في الكتيبة محمد مرعي. |
| 13 أغسطس 2022  | القدس      | إصابة أكثر من 7 مستوطنين بجروح متوسّطة إلى خطيرة                                    | هاجمَ منفذ هذه العمليّة حافلةً كانت تقلُّ عددًا من المستوطنين بالقدس وهربَ من عينِ المكان. نجمَ عن هذا الهجوم إصابة 7 مستوطنين 3 منهم في حالة خطرة، كما شنَّ الجيش الإسرائيلي عقب هذه العمليّة حملة اعتقالات طالت عشرات الفلسطينيين في حيّ سلوان وأحياء أخرى. باركت عددٌ من فصائل المقاومة الفلسطينيّة هذه العمليّة بما في ذلك حركة الجهاد الإسلامي و‌الجبهة الشعبية لتحرير فلسطين و‌لجان المقاومة الشعبية و‌حركة حماس. جاءت هذه العمليّة بعد أيّام قليلة من الحربِ التي شنّتها إسرائيل على قطاع غزّة. |
| 8 أكتوبر 2022  | شعفاط      | مقتل مجنّدة إسرائيليّة وجُرح خمسة آخرين بجروح متفاوتة الخطورة                         | استهدفت هذه العمليّة الهجوميّة حاجزًا في مدينة شعفاط شمال القدس في الثامن من تشرين الأول/أكتوبر 2022، حيثُ استهدفَ خلالها عدي التميمي مجموعة من الجنود الإسرائيليين وحراس الأمن الذين كانوا متواجدين هناك، وتمكَّن من قتل مجنّدة بعدما صوَّب نحو رأسها رصاصةً من نقطة الصفر، كما أصابَ حارسًا آخر بجروح خطيرة فضلًا عن إصابتهِ لجنديين من حرس الحدود بجروح طفيفة قبل أن يلوذ بالفرار. بعد إحدى عشر يومًا من البحث والمطاردة والحصار الذي فُرض على شعفاط والمناطق القريبة منها، نفَّذ المهاجم هجومًا ثانيًا قُرب مستوطنة معاليه أدوميم شرقي مدينة القدس حيثُ أصابَ مُجددًا حارس أمن إسرائيلي قبلَ أن يشتبكَ مع عناصر الجيش الإسرائيلي ليُفارق الحياة برصاصاهم. |
| 22 أكتوبر 2022 | القدس      | إصابة مستوطن بجروح خطرة                                                            | أعلنت الشرطة الإسرائيلية إصابة إسرائيلي بجروح خطرة بعد تعرضه للطعن في مدينة القدس وذلك بُعيد اغتيال التميمي منذ هجوم شعفاط، قبل أن تُؤكّد وزارة الصحة الفلسطينية مقتل فلسطيني بعد إصابتهِ برصاصةٍ في الرأس أطلقها جيش الاحتلال عند جدار الفصل جنوب شرق قلقيلية. |
| 29 أكتوبر 2022 | كريات أربع | مقتل مستوطن إسرائيلي وجُرح ثلاثة آخرين                                              | هاجمَ فلسطيني في التاسع والعشرين من تشرين الأول/أكتوبر عددًا من المستوطنين في مستوطنة كريات أربع القريبة من مدينة الخليل، وتمكَّن من قتلِ مستوطنٍ واحد وإصابة ثلاثة آخرين بحسبِ وسائل إعلام عبريّة قبلَ أن يتمكّن جيشُ الاحتلال الإسرائيلي من قتله. جاء هذا الهجوم أيامًا قليلة بعد هجوم شعفاط الذي نفذه عدي التميمي ضد عددٍ من جنود الاحتلال في شعفاط والذي تمكَّن فيه من قتلِ مجنّدة إسرائيليّة وإصابة وجُرح آخرين. أغلقت قوات الاحتلال عقبَ الهجوم في كريات أربع منافذ الخليل وذلك بعد هجومٍ ثانٍ استهدف جنودًا في بني نعيم لكنّه لم يُسفر عن قتلى أو جرحى.                                                                                            |
| 15 نوفمبر 2022 | أرئيل      | مقتل ثلاث مستوطنين وجرح آخرين                                                      | عُرفت هذه العمليّة إعلاميًا باسمِ عمليّة سلفيت، وهي عمليّة مزودجة نفذها فلسطيني في مستوطنة أرئيل القريبة من مدينة سلفيت في الضفة الغربيّة، حيث دهس عددًا من المستوطنين وطعنَ آخرين ما نجمَ عنه مقتل ثلاثة مستوطنين إسرائيليين وجُرح اثنان آخران قبل أن يتمكّن جيشُ الاحتلال الإسرائيلي من قتل المنفذ. |
| 23 نوفمبر 2022 | القدس      | مقتل مستوطن إسرائيلي وجُرح أكثر من 20 آخرين                                         | وقعَ تفجيرُ القدس المزدوج في وقتٍ مبكّرٍ من يوم الـ 23 من تشرين الثاني/نوفمبر 2022 في مدينة القدس حينما حصلَ تفجيرٌ أول على مقربةٍ من محطّة للحافلات تلاه ثانٍ ليس ببعيدٍ عن موقعِ التفجير الأول. أسفرت هذه العمليّة التي وُصفت بـ «النوعيّة» في العديد من الصُحف والمصادر عن مقتل مستوطن إسرائيلي واحد وجُرحَ 22 آخرين على الأقل. |

## خارطة العمليات
الرُّبع الأول
عمَّ هدوءٌ حذرٌ كافّة الأرجاء الفلسطينيّة في الشهرين ونصف الأولين، لكنّ أواخر الشهر الثالث (آذار/مارس) شهدت ارتفاعًا ملحوظًا وبارزًا في نوعيّة وعدد العمليّات الفلسطينيّة ضد حُراس الأمن الإسرائيليين والمستوطنين، ففي ظرفِ أسبوعٍ واحدٍ فقط (من 22 مارس حتى 29 مارس)، نفَّذَ الفلسطينيون ثلاث عمليات نوعيّة وملحوظة ضد أهداف عسكريّة إسرائيليّة. البداية كانت مع هجوم بئر السبع الذي قُتل فيه أربعُ أشخاصٍ ما بين مستوطنين وحُراس أمن معَ إصابة ثلاثة آخرين بجروح مختلفة. اعتُبر هذا الهجوم نوعيًا حيث أنّ المهاجم استعملَ خلال العمليّة الدهس والطعن ضدّ عددٍ من حرّاس الأمن في بئر السبع. الهجوم الثاني جاء بعد أربع أيّام فقط من الأول، واستهدفَ هذه المرّة مدينة الخضيرة حين فتحَ مسلّحان النار على عددٍ من عناصر الشرطة الإسرائيليّة ما نجم عنه مقتل جنديين اثنين وإصابة عشرة آخرين. الهجوم الأعنف إطلاقًا حتى أواخر الشهر الثالث من عام 2022 كان هجوم بني براك الذي نفَّذَه فدائي فلسطيني كان معتقلًا من قبلُ لدى جيش الاحتلال الإسرائيلي، وقد تسبَّبَ في مقتل 5 مستوطنين إسرائيليين وإصابة آخرين. خلَّفت العمليات الفلسطينيّة الثلاثة المتواليّة 11 قتيلًا إسرائيليًا أكثر من نصفهم مجنّدين في جيش الدفاع، كما خلَّفت عشرات الجرحى.
الرُّبع الثاني
استمرَّت وتيرة العمليات في الارتفاع خاصّة مع استمرار الجيش الإسرائيلي في التضييق وفرض الخناق على عددٍ من مدن الضفّة. الهجوم الملحوظ الرابع جاء في السابع من نيسان/أبريل وقد استهدفَ هذه المرّة العاصِمة تل أبيب حيثُ فتحَ المهاجم نيرانه وسطَ شارع ديزنغوف ما أسفرَ عن مقتل 3 مستوطنين إسرائيليين وإصابة أكثر من 10 آخرين، قبل أن يُقتَل المهاجِم بعد 9 ساعات في مسجدٍ في مدينة يافا بعد اشتباكٍ مع مجموعة من جنود الشاباك والشُرطة. تصاعدت التوترات أكثر فأكثر خاصّة في مدينة القُدس مع عودة قوات الاحتلال الإسرائيلي لاقتحامِ باحات المسجد الأقصى، فحصل هجوم إلعاد خلال ما يُعرف بيوم استقلال إسرائيل، وقد أسفرَ عن مقتل ثلاثة أشخاص وجرح أربعة آخرين. برزت في منتصفِ العام كتيبتي نابلس وجنين ضمنَ مجموعة عرين الأسود، وقد تمكّنت الكتيبة الأولى من تنفيذ عمليّة نوعية ضد عناصر في الجيش الإسرائيلي لكنها لم تُسفر عن قتلى بحسبِ المصادر العبريّة.
الرُّبع الثالث
هدأت الأمور بعض الشيء في الربع الثالث من العام وهو الربع الذي لم يشهد عمليات فلسطينيّة ملحوظية باستثناء باستثناء العمليّة التي هاجمَ فيها فلسطيني في الثالث عشر من آب/أغسطس حافلةً كانت تقلُّ عددًا من المستوطنين بالقدس وهربَ من عينِ المكان، وقد نجمَ عن هذا الهجوم إصابة 7 مستوطنين 3 منهم في حالة خطرة. شنَّ الجيش الإسرائيلي عقب هذه العمليّة حملة اعتقالات طالت عشرات الفلسطينيين في حيّ سلوان وأحياء أخرى، في الوقت باركت عددٌ من فصائل المقاومة الفلسطينيّة في الضفة وقطاع غزّة هذه العمليّة بما في ذلك حركة الجهاد الإسلامي و‌الجبهة الشعبية لتحرير فلسطين و‌لجان المقاومة الشعبية و‌حركة حماس. جديرٌ بالذكرِ أنّ هذه العمليّة جاءت بعد أيّام قليلة من الحربِ التي شنّتها إسرائيل على القطاع.
الرُّبع الرابع
بدأَ الربع الرابع مع عمليّة مزدوجة متفرّقة نفذها عدي التميمي في الثامن من تشرين الأول/أكتوبر والتي استهدفَ فيها بدايةً حاجزًا في مدينة شعفاط شمال القدس، حيثُ أطلق النيران من مسافة قريبة جدًا على مجموعة من الجنود الإسرائيليين وحراس الأمن الذين كانوا متواجدين في المنطقة، متمكّنًا من قتل مجنّدة، وأصابَ آخر بجروح خطيرة فضلًا عن إصابتهِ لجنديين من حرس الحدود قبل أن يلوذ بالفرار. بعد إحدى عشر يومًا من البحث والمطاردة والحصار الذي فُرض على شعفاط والمناطق القريبة منها، نفَّذ التميمي هجومًا ثانيًا قُرب مستوطنة معاليه أدوميم شرقي مدينة القدس حيثُ أصابَ مُجددًا حارس أمن إسرائيلي قبلَ أن يشتبكَ مع عناصر الجيش الإسرائيلي ليُفارق الحياة برصاصاهم، كما شهد نفس الشهر عمليات أخرى لم تُسفر عن ضحايا كثر لكنّ أبرزها كانت العمليّة التي نفذها فلسطيني ضدّ مجموعةٍ من المستوطنين في مستوطنة كريات أربع القريبة من مدينة الخليل، والتي تمكَّن فيها من قتلِ مستوطنٍ واحد وإصابة ثلاثة آخرين قبلَ أن يتمكّن جيشُ الاحتلال الإسرائيلي من قتله. عادت العمليات الفلسطينية للبروز من جديد وتحديدًا في منتصف تشرين الثاني/نوفمبر حينما نفذ فلسطيني عملية مزدوجة (دهس وطعن) في مستوطنة أرئيس القريبة من سلفيت وهو ما أسفرَ عن مقتل ثلاثة مستوطنين إسرائيليين وجُرح اثنان آخران قبل أن يتمكّن جيشُ الاحتلال الإسرائيلي من قتل المنفذ. وُصفت هذه العمليّة في عددٍ من وسائل الإعلام بـ «العملية النوعيّة» كونها وقعت في مستوطنة شديدة الحماية وأسفرت عن خسائر بشريّة ملحوظة في صفوفِ المستوطنين. تكرّرت العمليات المزدوجة العنيفة وهذه المرة في مدينة القدس، فبعد نحو الأسبوع من عمليّة سلفيت حصلت عمليّة مزدوجة أخرى أسفرت عن مقتلِ مستوطن إسرائيلي واحد وجُرح أزيد من 20 آخرين، فيما لم يتمكّن الجيش الإسرائيلي من تحديدِ المسؤول عن العمليّة التي وصفها بـ «المركبّة والمعقّدة والمنظمة».